# Grainfield
Grainfield és una població dels Estats Units a l'estat de Kansas. Segons el cens del 2000 tenia 327 habitants.

## Demografia
Segons el cens del 2000, Grainfield tenia 327 habitants, 141 habitatges, i 93 famílies. La densitat de població era de 268,6 habitants/km².
Dels 141 habitatges en un 26,2% hi vivien nens de menys de 18 anys, en un 57,4% hi vivien parelles casades, en un 5% dones solteres, i en un 34% no eren unitats familiars. En el 34% dels habitatges hi vivien persones soles el 21,3% de les quals corresponia a persones de 65 anys o més que vivien soles. El nombre mitjà de persones vivint en cada habitatge era de 2,32 i el nombre mitjà de persones que vivien en cada família era de 2,97.
Per edats la població es repartia de la següent manera: un 27,8% tenia menys de 18 anys, un 4,6% entre 18 i 24, un 21,4% entre 25 i 44, un 24,2% de 45 a 60 i un 22% 65 anys o més.
L'edat mediana era de 42 anys. Per cada 100 dones de 18 o més anys hi havia 82,9 homes.
La renda mediana per habitatge era de 33.958 $ i la renda mediana per família de 44.167 $. Els homes tenien una renda mediana de 29.844 $ mentre que les dones 20.625 $. La renda per capita de la població era de 17.443 $. Entorn del 9,6% de les famílies i el 10,8% de la població estaven per davall del llindar de pobresa.

## Poblacions més properes
El següent diagrama mostra les poblacions més properes.